# Oxysmilia circularis
Espèce
Oxysmilia circularis est une espèce de coraux appartenant à la famille des Caryophylliidae.